# Mészáros Eszter
Mészáros Eszter (2002. június 29. –) junior világbajnok magyar sportlövő.

## Sportpályafutása
A 2019-ben az eszéki légfegyveres Európa-bajnokságon a junior légpuskások között negyedik, csapatban ötödik volt. A légpuska vegyes csapatban (Klenczner Márton) hatodik helyen végzett. Májusban a müncheni világkupa viadalon a légpuskával hatodik helyezést szerzett, ami olimpiai kvótát ért. Októberben a budapesti ifjúsági vegyes csapat Európa-bajnokságon légpuskával aranyérmes volt.
2020 februárjában a Wrocławban rendezett kontinensviadalon egyéniben bronzérmes, Pekler Zalánnal vegyes párosban pedig Európa-bajnok lett a junior légpuskások között.
2021 májusában az Eszéken rendezett Európa-bajnokságon ismét juniorként indult. Légpuskával egyéniben ezüstérmet, csapatban pedig bronzérmet szerzett. Sportpuska 50 m összetett számban egyéniben Európa-bajnok, Kiss Viktorral vegyes párosban pedig bronzérmes lett. A 2021 nyarán megrendezett tokiói olimpián légpuskában nem jutott tovább a selejtezőből, 625,3 körrel összesítésben a 20. helyen zárt. A légpuskások vegyes páros versenyében Péni Istvánnal a 7. helyen zárt, a sportpuskások versenyében 26. lett. A junior világbajnokságon légpuskával negyedik, légpuska csapatban (Dénes Eszter, Horváth Lea) első, vegyes csapatban (Hammerl Soma) tizedik, 50 méter fekvőben tizenegyedik, puska összetettben egyéniben második, csapatban ötödik volt.
A 2022-es Európa-bajnokságon 50 méteren 27. volt.
A 2024-es párizsi olimpián a női légpuskások selejtezőjében a 15. helyen végzett, és nem jutott be a döntőbe, ahogy a légpuska vegyes csapatversenyben sem, ahol Péni Istvánnal indult egy párban. A magyar csapat a selejtező 20. helyén végzett. Sportpuska összetettben 29. helyen végzett.